# Їржи Покорний (велогонщик)
Їржи Покорний (Jiří Pokorný, 14 жовтня 1956) — чехословацький велогонщик.
Бронзовий призер Олімпійських Ігор 1980 року в командній гонці переслідування, учасник 1976 року.
Бронзовий призер Чемпіонату світу з велоперегонів на треку 1981 року в командній гонці переслідування.